# Equazione di stato dei gas perfetti

Isoterme di un gas ideale

L'equazione di stato dei gas perfetti (o ideali), nota anche come legge dei gas perfetti, descrive le condizioni fisiche di un "gas perfetto" o di un gas "ideale", correlandone le funzioni di stato. Venne formulata nel 1834 da Émile Clapeyron come combinazione delle empiriche legge di Boyle, legge di Charles, legge di Avogadro e legge di Gay-Lussac, nella forma semiempirica divenuta classica:
{\displaystyle pV=NRT_{a}}
dove le variabili sono in ordine: la pressione, il volume, la quantità di sostanza, la costante dei gas e la temperatura assoluta del gas perfetto.
Fu successivamente derivata dalla teoria cinetica dei gas, risultato raggiunto (sembra in modo indipendente) da August Krönig nel 1856 e da Rudolf Clausius nel 1857, nella forma teorica più impiegata nella meccanica statistica e in generale in fisica teorica:
{\displaystyle p=nT}
in cui n è la densità numerica e la temperatura T è la temperatura fondamentale del sistema.
L'equazione di stato dei gas perfetti descrive bene il comportamento dei gas reali per pressioni non troppo elevate e per temperature non troppo vicine alla temperatura di liquefazione del gas. Una migliore descrizione del comportamento dei gas reali è dato dall'equazione di stato di Van der Waals.

## Giustificazione empirica
L'equazione di stato dei gas perfetti è stata inizialmente formulata come sintesi dalle leggi empiriche di Avogadro, Boyle, Charles e Gay-Lussac.
Trascurando in un primo momento la legge di Avogadro, si consideri un volume di gas {\displaystyle V_{0}} in condizioni standard ad uno stato iniziale caratterizzato da:
{\displaystyle {\begin{aligned}p_{0}&=1\ \mathrm {atm} \\t_{0}&=0\ \mathrm {^{\circ }C} \,\\\end{aligned}}}
Si consideri una trasformazione isobara (a pressione costante) applicata a questo volume di gas. Il volume alla fine della trasformazione sarà, secondo la legge di Charles:
{\displaystyle V=V_{0}(1+\alpha t)\,}
Il parametro {\displaystyle \alpha } è detto coefficiente di dilatazione termica e ha le dimensioni dell'inverso della temperatura perché il prodotto {\displaystyle \alpha t} è adimensionale. La temperatura {\displaystyle t} è espressa in gradi Celsius (°C).
Se poi si fa andare il volume così ottenuto incontro ad una trasformazione isoterma otterremo, secondo la legge di Boyle-Mariotte:
{\displaystyle p_{0}V=pV\,\!}
ovvero:
{\displaystyle {\begin{aligned}pV&=p_{0}V\\pV&=p_{0}V_{0}\,(1+\alpha t)\\\end{aligned}}}
Quindi la legge in questa prima forma si esprime:
{\displaystyle pV=MRT_{a}}
dove {\displaystyle R={\frac {V_{0}p_{0}}{M_{0}T_{a0}}}} è una costante caratteristica del tipo di gas, cioè il prodotto di pressione, volume e del reciproco della temperatura assoluta è costante nelle varie trasformazioni fisiche a cui il gas perfetto venga sottoposto. Ha le dimensioni di energia per unità di massa e di temperatura.
Questa formulazione, che non sfrutta la legge di Avogadro collega direttamente la densità alla pressione e alla temperatura, ma dipende implicitamente dal gas scelto, ed è necessario calcolare prima la costante caratteristica del gas in esame. Quindi è ancora utile da un punto di vista tecnico quando si devono ripetere calcoli con lo stesso gas, non quando si devono confrontare gas a diversa massa molecolare media.
La relazione che meglio descrive il comportamento di una sostanza in fase gassosa è: {\displaystyle pv=zRT_{a}}, dove {\displaystyle v} è il volume molare e {\displaystyle z} è il fattore di comprimibilità, che esprime lo scostamento del comportamento ideale da quello reale.

## Formulazione semiempirica
Siccome la massa totale {\displaystyle M} del gas è legata alla sua quantità di sostanza {\displaystyle N_{mol}} dalla massa molecolare media del gas {\displaystyle m}:
{\displaystyle M=N_{mol}m}
dove la massa molecolare media si può calcolare come media ponderata sulla composizione molecolare {\displaystyle x} (in at%):
{\displaystyle m=\sum _{i}x_{i}m_{i}}
allora ridefinendo una costante molare dei gas (per unità di quantità di sostanza anziché per unità di massa):
{\displaystyle R_{0}=mR}
si può rienunciare la relazione ottenuta come:
{\displaystyle pV=N_{mol}R_{0}T_{a}}
Per esempio per l'aria (qui si considera per semplicità l'aria tecnica costituita da due componenti: 79 at% azoto e 21 at% ossigeno), la massa molecolare vale:
{\displaystyle m_{a}\simeq 0,79\times 28g/mol+0,21\times 32g/mol=28,8g/mol}.
Quindi se la costante di gas ideale dell'aria vale
{\displaystyle R_{a}=287J/kgK},
si può prevedere una costante molare per l'aria pari a
{\displaystyle R_{0}=28,8g/mol\times 287J/kgK=8,31J/molK}.
In realtà Avogadro confrontando vari gas scoprì che la costante molare non dipende più neanche dal tipo di gas considerato (perciò viene chiamata costante universale dei gas): arrivò cioè empiricamente alla legge di Avogadro.
Quindi la equazione di stato dei gas ideali si riscrive tenendo conto della legge di Avogadro come:
{\displaystyle pV=N_{mol}R_{0}T_{a}}
o in forma locale, dividendo per il volume:
{\displaystyle p=n_{mol}R_{0}T_{a}}
in cui
- {\displaystyle p} è il valore della pressione del gas;
- {\displaystyle V} è il volume occupato dal gas;
- {\displaystyle n_{mol}} è la densità molare del gas che nel Sistema Internazionale e espresso in mol/m3;
- {\displaystyle R_{0}} è la costante universale dei gas, il cui valore varia in funzione delle unità di misura adottate per esprimere le altre grandezze nell'equazione;
- {\displaystyle T_{a}} è la temperatura assoluta del gas.

Il valore della costante universale nel Sistema internazionale è:
{\displaystyle R_{0}=8{,}314\,462\,618...\ \mathrm {J \over {mol\cdot K}} }
a volte nei calcoli, specialmente in chimica, si utilizza il valore (approssimato) di:
{\displaystyle R_{0}=0{,}0821\ \mathrm {{L\cdot atm} \over {mol\cdot K}} \,}
Infine se {\displaystyle n_{mol}} è la densità molare (mol/m3), moltiplicando e dividendo per il numero di Avogadro, si ottiene la densità numerica {\displaystyle n} (in molecole/m3), quindi:
{\displaystyle p=n{\frac {R_{0}}{N_{A}}}T_{a}\,}
In questo modo emerge una nuova costante dimensionale, detta costante di Boltzmann:
{\displaystyle p=nk_{B}T_{a}\,}
In questo modo nelle unità elementari si è già passati da due costanti dimensionali ad una sola.
Il valore esatto è:
{\displaystyle k_{\mathrm {B} }=1{,}380\,649\times 10^{-23}\mathrm {\ J\,K^{-1}} }
Infine, definendo la temperatura fondamentale, ovvero esprimendo la temperatura in unità di misura di energia (ad esempio nel Sistema Internazionale, in Joule):
{\displaystyle T:=k_{B}T_{a}\,}
l'equazione acquisisce semplicemente la seguente forma teorica notevolmente semplificata, detta forma fondamentale:
{\displaystyle p=nT\,}

## Relazione fondamentale
La continuità, differenziabilità e monotonicità dell’entropia implicano che la funzione di stato energia interna:
{\displaystyle U=U(S,V,\mu )\,}
può essere invertita rispetto all'entropia:
{\displaystyle S=S(U,V,\mu )\,}
La funzione entropia così ottenuta è continua e differenziabile nei suoi argomenti. Questa relazione è nota come relazione fondamentale: nota questa, tutta l'informazione termodinamica sul sistema è nota e qualunque proprietà termodinamica è da essa deducibile. La forma differenziale della relazione fondamentale è chiamata equazione di Gibbs.
Dal primo principio della termodinamica + secondo principio per sistemi in equilibrio termodinamico segue l'equazione di Gibbs per un fluido multicomponente:
{\displaystyle dS={\frac {1}{T}}dU+{\frac {p}{T}}dV-\sum _{i}{\frac {\mu _{i}}{T}}dN_{i}}
In generale per le variabili di stato (coordinate generalizzate):{\displaystyle \mathbf {x} =\{x_{i}\}} l'equazione di Gibbs è:
{\displaystyle dS=\nabla S\cdot d\mathbf {x} =\mathbf {F} \cdot d\mathbf {x} =\sum _{i}F_{i}dx_{i}}
dove le forze generalizzate sono:
{\displaystyle F_{i}={\frac {\partial S}{\partial x_{i}}}}
mentre le relazioni {\displaystyle F_{i}=F_{i}(\{x_{j}\})} sono le equazioni di stato del sistema. Nel caso di cui sopra le forze generalizzate sono:
{\displaystyle {\begin{cases}F_{U}=\left({\frac {\partial S}{\partial U}}\right)_{V,\{N_{i}\}}={\frac {1}{T}}\\F_{V}=\left({\frac {\partial S}{\partial V}}\right)_{U,\{N_{i}\}}={\frac {p}{T}}\\F_{N_{i}}=\left({\frac {\partial S}{\partial N_{j}}}\right)_{U,V,\{N_{i}\}-N_{j}}=-{\frac {\mu _{i}}{T}}\end{cases}}}
Talvolta conviene considerare invece i momenti coniugati {\displaystyle \mathbf {p} =\{p_{i}\}} definiti da:
{\displaystyle F_{i}={\frac {p_{i}}{T}}}
La relazione fondamentale del gas perfetto, che ne caratterizza completamente le proprietà termodinamiche, è:
{\displaystyle s=s_{0}+c_{v}\ln \left({\frac {u}{u_{0}}}\right)+\ln \left({\frac {v}{v_{0}}}\right)}
dove le costanti sono: cv è il calore specifico isocoro adimensionale, e s0, u0 e v0 sono rispettivamente entropia, energia interna e il volume molari di uno stato di riferimento (arbitrariamente scelto).
Per esso le equazioni di stato sono:
{\displaystyle {\begin{cases}\left({\frac {\partial s}{\partial u}}\right)_{v,\{n_{i}\}}=c_{v}{\frac {1}{u}}\\\left({\frac {\partial s}{\partial v}}\right)_{u,\{n_{i}\}}={\frac {1}{v}}\end{cases}}}
ma siccome queste sono le forze generalizzate viste sopra, si ha che:
{\displaystyle {\begin{cases}{\frac {1}{T}}=c_{v}{\frac {1}{u}}\\{\frac {p}{T}}={\frac {1}{v}}\end{cases}}}
Queste sono le due equazioni di stato per i gas perfetti.
La prima relazione è la dipendenza dell'energia interna dalla sola temperatura:
{\displaystyle u(T)=c_{v}T}
mentre la seconda equazione di stato è quella dei gas ideali:
{\displaystyle pv=T}
ovvero, siccome la densità numerica n è l'inverso del volume molare v:
{\displaystyle p=nT}
Quindi le equazioni di stato per i gas perfetti sono:
{\displaystyle {\begin{cases}u(T)=c_{v}T\\p(T)=nT\end{cases}}}